# Scatafascio
Scatafascio è stato un programma televisivo italiano in onda tra il 1997 ed il 1998 su Italia 1, ideato da Paolo Rossi, che lo ha condotto con Natasha Stefanenko. La regia era di Francesco Vicario.
Il programma consisteva in un varietà satirico ambientato in un ipermercato, dove il conduttore Paolo Rossi aveva il fine di liberare il pubblico dai diversi luoghi comuni, affiancato dall'attrice Natasha Stefanenko. Quest'ultima era la testimonial dell'ipermercato, che voleva rappresentare da un lato Daryl Hannah e dall'altro Anna Oxa.

## Cast

### Conduttori
- Paolo Rossi
- Natasha Stefanenko

### Comici
- Lucia Vasini
- Giovanni Cacioppo
- Raul Cremona
- Maurizio Milani
- Antonio Cornacchione
- Giorgio Melazzi
- Luca Fagioli
- Giorgio Ganzerli
- Bebo Storti
- Fabrizio Fontana
- Ussi Alzati
- Debora Villa
- Michele Annunziata
- Gianmarco Pozzoli
- Gianluca De Angelis
- Walter Leonardi
- Peppe Ragonese

### Partecipazioni
- Nadia Abubaker
- Sara Cerrini
- Eleonora Di Miele
- Elisabetta Pellini
- Franziska Pera
- Monica Somma
- Luisella Tuttavilla